# Botula kleemanni
Botula kleemanni is een tweekleppigensoort uit de familie van de Mytilidae. De wetenschappelijke naam van de soort is voor het eerst geldig gepubliceerd in 2008 door Valentich-Scott.